# Etienne Girardot

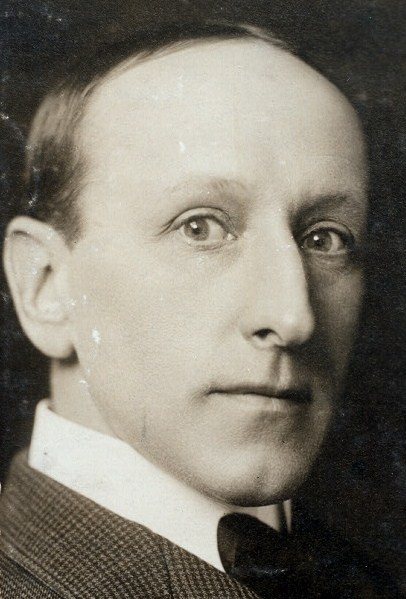
Etienne Girardot (um 1905)

Etienne Girardot (* 22. Februar 1856 in London, England; † 10. November 1939 in Hollywood, Kalifornien) war ein britischer Film- und Theaterschauspieler, der im Laufe seiner über 60-jährigen Schauspielkarriere vor allem komische Charakterrollen spielte.

## Leben und Karriere
Etienne Girardot wurde als Sohn des bei seiner Geburt noch jugendlichen Malers Ernest Gustave Girardot (1840–1904) geboren. Seine Familie war englisch-französischer Herkunft. Zunächst wollte Giradot in die Fußstapfen seines Vaters treten und ebenfalls Maler werden, doch er brach sein Kunststudium ab und wurde stattdessen Schauspieler. Nachdem er zunächst in Provinztheatern gespielt hatte, machte er irgendwann sein Londoner Theaterdebüt am Theatre Royal Haymarket. Bereits Ende des 19. Jahrhunderts hatte er sich Giradot fest als Darsteller von zumeist komischen Charakterrollen etabliert, beliebt war vor allem seine Darstellung des Lord Fancourt Babberly in Charleys Tante. Im Jahr 1893 zog Girardot in die Vereinigten Staaten, wo er unter anderem am Broadway zwischen 1893 und 1933 in über zwei Dutzend Produktionen auftrat.
Etienne Girardot war bereits in den 1910er-Jahren bei Vitagraph an vielen Stummfilmen beteiligt, vor allem Kurzfilme. Nachdem er in den 1920er-Jahren nur einen Film gedreht hatte, zog es Girardot im Jahre 1933 nach Hollywood. Dort war er einer der ältesten sowie einer der kleinsten und schmächtigsten Schauspieler der Filmbranche. Girardot verlegte sich vor allem auf markante Nebenrollen, häufig exzentrische Doktoren, Richter, Professoren oder Onkels. In der Komödie Napoleon vom Broadway (1934) spielte er beispielsweise einen harmlosen Wahnsinnigen, der sich als Millionär verkleidet. In drei Philo-Vance-Detektivfilmen mit William Powell verkörperte Girardot zudem die Rolle des griesgrämigen Coroners Dr. Doremus. Noch in seinem Todesjahr spielte Girardot neben Fred Astaire und Ginger Rogers im Filmmusical The Story of Vernon and Irene Castle sowie außerdem als seniler Leibarzt des französischen Königs in Der Glöckner von Notre Dame mit Charles Laughton und Maureen O’Hara. Insgesamt war Girardot, der über 60 Jahre als Schauspieler tätig war, in rund 80 Filmproduktionen zu sehen.
Etienne Girardot arbeitete quasi bis zu seinem Tod als Schauspieler und verstarb im November 1939 nach zweitägiger Krankheit im Alter von 83 Jahren. Der Schauspieler war bis zu seinem Tod mit der Ärztin Dr. Violetta Shelton verheiratet. Er wurde im Hollywood Forever Cemetery beigesetzt.

## Filmografie (Auswahl)
- 1911: Intrepid Davy
- 1912: Nicholas Nickleby
- 1916: Artie, the Millionaire Kid
- 1922: A Stage Romance
- 1933: The Kennel Murder Case

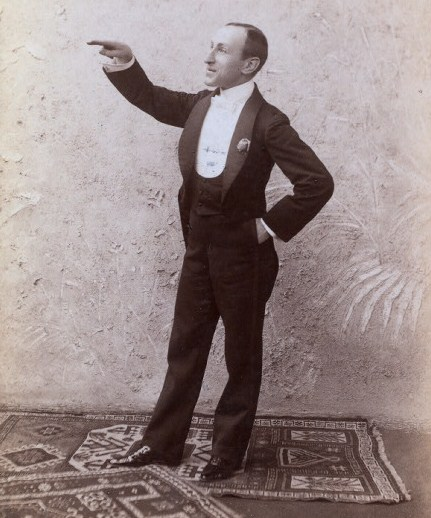
Etienne Girardot in Charleys Tante (um 1912)

- 1934: Napoleon vom Broadway (Twentieth Century)
- 1934: Mandalay
- 1934: Liebe ohne Zwirn und Faden (Fashions of 1934)
- 1934: Born To Be Bad
- 1935: Wo die Liebe hinfällt (I Live My Life)
- 1935: Stadtgespräch (The Whole Town's Talking)
- 1935: Kampf um Indien (Clive of India)
- 1935: Lockenköpfchen (Curly Top)
- 1935: Metropolitan
- 1936: Auf in den Westen (Go West Young Man)
- 1937: The Great Garrick
- 1937: Breakfast for Two
- 1937: Danger – Love at Work
- 1938: Millionärin auf Abwegen (There Goes My Heart)
- 1938: Having Wonderful Time
- 1938: Der gejagte Professor (Professor Beware)
- 1939: The Story of Vernon and Irene Castle
- 1939: Der Frechdachs von Arizona (The Arizona Wildcat)
- 1939: Der Glöckner von Notre Dame (The Hunchback of Notre Dame)
- 1940: Isle of Destiny